# Battaglia di Kobryn
La battaglia di Kobryn o battaglia di Kobryn, avvenne il 27 luglio 1812 presso l'omonima cittadina bielorussa tra le forze sassoni di Jean Reynier, alleate dell'Impero francese, e le forze russe del generale Tormasov nelle prime fasi dell'invasione della Russia.

## Antefatti
Il 24 giugno 1812 Napoleone invase la Russia: il fronte si estendeva da Brést a sud fino al Mar Baltico a nord. Le principali forze francesi attraversarono il Niemen vicino e agirono contro la 1ª e la 2ª armata russa. Invece, il corpo austriaco di Schwarzenberg, composto da 33 000 uomini, attraversò il Bug più a sud. L'Austria fu costretta a partecipare all'invasione della Russia in qualità di alleato francese, sebbene avesse dato tacite istruzioni a Schwarzenberg di intervenire il meno possibile per aiutare i francesi, rimanendo vicino ai confini austriaci.
Gli austriaci coprirono il fianco destro di Napoleone, occupandosi dalla Terza Armata russa e posizionando guarnigioni di confine lungo la linea Brést - Kobryn - Pinsk, lunga 170 chilometri. Inizialmente le due forze si limitarono a spostarsi senza venire direttamente ad uno scontro. Il 17 luglio Tormasov ricevette dal ministro della guerra Barclay de Tolly l'ordine di agire sul fianco destro dell'esercito francese.
Tale ordine da parte di Barclay de Tolly coincise, fortunatamente per i russi, con delle manovre di riposizionamento da parte dei francesi: Napoleone aveva richiamato verso di sé il corpo di Schwarzenberg e inviato in sostituzione il 7º corpo di Sassonia (17 000 uomini). L'imperatore, però, aveva sottovalutato la forza della Terza Armata, credendo che il corpo di Reynier avrebbe potuto trattenere i russi prima che l'Armata del Danubio di Chichagov si congiungesse a quella di Tormasov, passando attraverso la Moldavia.
Tormasov attaccò in un momento in cui gli austriaci avevano ritirato le loro truppe e i Sassoni non avevano ancora preso una linea difensiva completa. Secondo il piano di Tormasov, il primo obiettivo era catturare Brest e poi di prendere Kobryn.

## Il piano di Tormasov
Le stime sulla composizione dell'armata di Tormasov variano considerevolmente a seconda delle fonti. Comunque, si calcolano tra i 25 000 ed i 45 000 uomini.
Tormasov scelse 5 reggimenti di cavalleria, per lo più dragoni, per proteggere i confini dell'Impero russo dal Ducato di Varsavia, alleato dei francesi. Quindi spostò le forze disponibili a Kovel, dividendo l'esercito in 5 parti:
- il distaccamento del tenente generale Sacken copriva le retrovie, rimanendo a Lutsk;
- il corpo principale (3 reggimenti di cavalleria e 11 di fanteria) sotto il comando di Tormasov stesso si trasferirono a Kobryn lungo la strada meridionale;
- il distaccamento del maggiore generale Lambert, composto da due reggimenti Jaeger e due di cavalleria, fu inviato a Brést;
- il distaccamento del maggiore generale Scherbatov, composto da due reggimenti di cavalleria, fu inviato a Brést da un'altra direzione. I distaccamenti di Lambert e Scherbatov dopo l'occupazione di Brést avrebbero dovuto attaccare Kobryn da ovest;
- il distaccamento del maggiore generale Melissino (1 reggimento di cavalleria e circa un battaglione di fanteria) fu inviato a Pinsk per ingannare Reynier sulle reali intenzioni di Tormasov.[5]

Il 24 luglio, Scherbatov occupò Brest, distruggendo 2 squadroni nemici del corpo di Reynier mentre il giorno dopo il generale Melissino sconfisse il gruppo di Sassoni a Pinsk, cacciandolo dalla città.  Reynier con le forze principali si trovava vicino a Yanov, approssimativamente a metà tra Kobryn e Pinsk, in una condizione di confusione, incapace di determinare la direzione dell'attacco principale dei russi e la loro forza, dato che le città che avevano attaccato erano distanti oltre 170 km.
Il 27 luglio le principali forze russe (stimate in un massimo di 18 000 soldati e 130 cannoni) si avvicinarono a Kobryn. Tormasov arrivava da sud e i distaccamenti di Lambert e Scherbatov da ovest.

## La battaglia

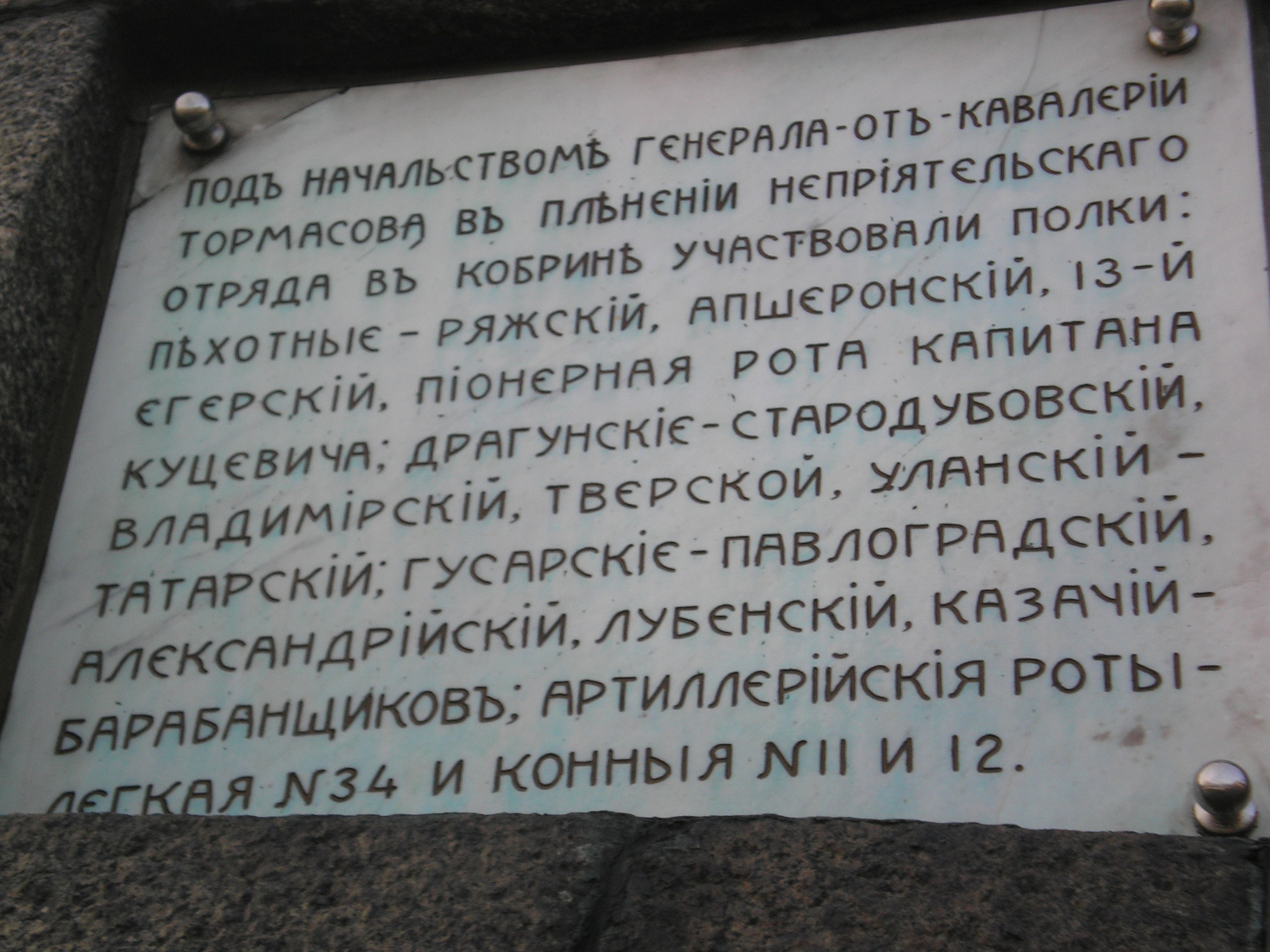
Targa commemorativa sul monumento della vittoria delle truppe russe a Kobryn

Kobryn era stata occupata da una brigata sassone di 5 000 uomini, comandata dal maggiore generale Klengel della 22ª divisione di fanteria del corpo di Reynier. I sassoni prevedevano che i russi arrivassero da Brést e presero posizione a 2 km dalla città, posizionando la cavalleria sulla strada e i fucilieri i suoi bordi. A partire da sud, i Sassoni si stabilirono nei manieri della periferia, bloccando l'ingresso all'avanguardia di Tormasov.
Lambert attaccò il nemico con la cavalleria irregolare nelle prime ore del mattino, cercando di attirare i sassoni in campo aperto. Tormasov ordinò al generale Chaplits di aggirare Kobryn da est con l'avanguardia, lasciando un po' di cavalleria a bloccare i soldati di Klengel, che nel frattempo si erano sistemati negli edifici alla periferia sud. Lambert riuscì ad abbattere la copertura dei Sassoni dalla strada, ma questi si erano rifugiati negli edifici della città, sbarrando l'ingresso alla città da ovest. Quando Chaplits sfondò il blocco con il 13º reggimento Jaeger da est, Lambert inviò due reggimenti di cavalleria irregolare sulla strada settentrionale verso Pruzhany per tagliare le vie di fuga dei Sassoni. La brigata di Klengel venne così completamente circondata. I Sassoni cercarono di abbattere la copertura russa dalla strada verso Pruzhany, ma furono respinti.

Nel frattempo, alle 9 del mattino, le principali forze russe giunsero a Kobryn. Tormasov inviò altri due reggimenti di fanteria nella città; i restanti reggimenti la circondarono. In città, i sassoni non riuscivano a mantenere una posizione stabile. Facendo buon uso del fatto che la città fosse costruita per la maggior parte da edifici di legno, l'artiglieria russa la bersagliò e presto divampò un incendio. Dei 630 edifici cittadini, solo 79 sopravvissero alla battaglia. Il principe Vyazemsky scrisse le impressioni della battaglia nel proprio diario il giorno successivo:
Tutto era in fiamme. Mogli, bambine con solo una maglia addosso, bambini, tutti in cerca di salvezza. I combattimenti tra le fiamme, i rapidi movimenti delle truppe, i trasportatori nemici disorientati, bestie che correvano e strillavano tra i campi, la polvere che eclissava il sole. Orrore ovunque.
A mezzogiorno, la battaglia era già conclusa, con i sassoni sopravvissuti, guidati dal generale Klengel, spinti nelle rovine dei castelli di Kobryn. In quello che era stato un regalo di Caterina II al generale Alexander Suvorov, le truppe sassoni si arresero.

## Conseguenze

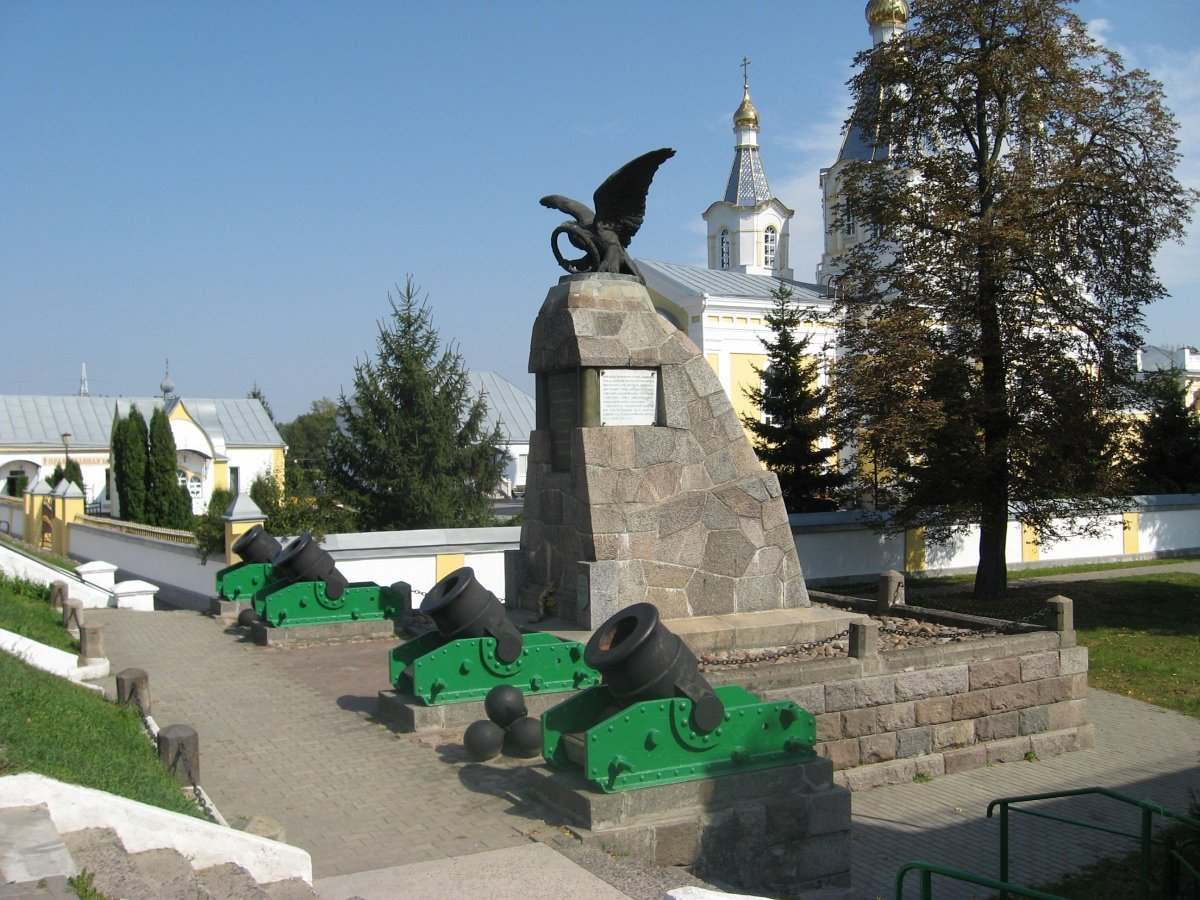

Secondo il rapporto di Tormasov, furono uccisi fino a 2 000 sassoni; catturati 2 generali, incluso lo stesso Klengel, 76 ufficiali e 2 382 soldati di grado inferiore. A questi si aggiunsero 4 stendardi e 8 cannoni. Le perdite dell'esercito russo ammontarono a 77 persone uccise e 181 ferite.
Lo zar russo ricompensò generosamente la prima grande vittoria russa sui francesi. Tormasov ricevette l'Ordine di San Giorgio di 2º grado e 50 000 rubli; il conte Lambert ricevette una spada d'oro con l'iscrizione "Al coraggio", decorata con diamanti. Anche l'Ordine di San Giorgio di 4º grado fu assegnato al comandante del 13º reggimento Jaeger, il maggiore Izbashi.
Reynier arrivò a 25 chilometri a Kobryn.e dopo aver appreso della sconfitta della sua brigata, iniziò a ritirarsi a nord verso Slonim, inseguito dai distaccamenti di Tormasov. Schwarzenberg, con il consenso di Napoleone, si rivolse in aiuto al 7º Corpo di Reynier. I due vennero a scontrarsi poco dopo a Gorodechno, il 12 agosto, dove gli austro-sassoni ottennero una vittoria sui russi. Dopo tale battaglia, il fronte meridionale rimase calmo a lungo, fino a che, il 23 settembre, il feldmaresciallo austriaco riprese l'iniziativa.